# Scelio commixtus
Scelio commixtus är en stekelart som beskrevs av Muesebeck 1972. Scelio commixtus ingår i släktet Scelio och familjen Scelionidae. Inga underarter finns listade i Catalogue of Life.